# Эранио, Стефано
Стефано Эранио (итал. Stefano Eranio; родился 29 декабря 1969 года в Генуе, Италия) — итальянский футболист, вингер. Известен по выступлениям за клубы «Милан», «Дерби Каунти», «Дженоа» и сборную Италии.
В 2002 году Эранио начал карьеру тренера в клубе «Про Сесто», где закончил играть. Позже он тренировал молодёжные и юношеские команды своих бывших клубов «Дженоа» и «Милана».

## Клубная карьера
Стефано Эранио — воспитанник клуба «Дженоа» из своего родного города. В 1984 году он дебютировал за команду в Серии B. В 1989 году Стефано помог Дженоа выйти в Серию А. Летом 1992 года Эранио перешёл в «Милан». В составе «россонери» он трижды стал чемпионом и обладателем Суперкубка Италии, а также выиграл Лигу Чемпионов и Суперкубок Европы. С «Миланом» Стефано также дважды доходил до финала Лиги Чемпионов.
Летом 1997 года Эранио перешёл в английский «Дерби Каунти». 9 августа в матче против «Блэкберн Роверс» он дебютировал в английской Премьер-лиге. 30 августа в поединке против «Барнсли» Стефано забил свой первый гол за «Дерби». В Англии он провёл четыре сезона, после чего вернулся на родину, став футболистом Серии C2 «Про Сесто», где по окончании сезона завершил карьеру.

## Международная карьера
20 декабря 1990 года в отборочном матче чемпионата Европы 1992 против сборной Кипра Эранио дебютировал за сборную Италии. 9 сентября 1992 года в поединке против сборной Нидерландов Стефано забил свой первый гол за национальную команду. В отборочных матчах чемпионата мира 1994 против команд Швейцарии и Шотландии он забил по мячу.

### Голы за сборную Италии
| # | Дата            | Место                            | Противник  | Счёт | Результат | Соревнование                     |
| - | --------------- | -------------------------------- | ---------- | ---- | --------- | -------------------------------- |
| 1 | 9 сентября 1992 | Филипс, Эйндховен, Нидерланды    | Нидерланды | 2:3  | 2:3       | Товарищеский матч                |
| 2 | 14 октября 1992 | Сант-Элия, Кальяри, Италия       | Швейцария  | 2:2  | 2:2       | Чемпионат мира 1994 квалификация |
| 3 | 13 октября 1993 | Олимпийский стадион, Рим, Италия | Шотландия  | 3:1  | 3:1       | Чемпионат мира 1994 квалификация |

## Достижения
Командные
«Милан»
- Чемпионат Италии по футболу — 1992/1993
- Чемпионат Италии по футболу — 1993/1994
- Чемпионат Италии по футболу — 1995/1996
- Обладатель Суперкубка УЕФА — 1994
- Обладатель Суперкубка Италии — 1992
- Обладатель Суперкубка Италии — 1993
- Обладатель Суперкубка Италии — 1994
- Обладатель Кубка чемпионов УЕФА — 1993/1994